# Fahad Al-Mehallel
Fahad Al-Mahallel (in arabo فهد المهلل‎?; 11 novembre 1970) è un ex calciatore saudita, di ruolo difensore. Ha giocato per la nazionale di calcio saudita per 8 anni.

## Carriera

### Club
Debutta nel 1990 con l'Al-Shabab, e rimane nella società fino al 1999; una volta passato all'Al-Nasr, vi chiude la carriera nel 2002.

### Nazionale
Dal 1994 al 2002 ha fatto parte della nazionale di calcio saudita, giocandovi centoventidue partite e segnandovi quattro reti. Ha partecipato a Stati Uniti 1994 e Francia 1998.

## Palmarès

### Nazionale
- Coppa d'Asia: 1

1996